# Larbaâ Nath Irathen
Larbaâ Nath Irathen (en bereber: ⵍⴰⵔⴱⵄⴰ ⵏ ⴰⵜ ⵉⵔⴰⵜⴻⵏ; en árabe: الأربعاء نايث إيراثن‎) un municipio (baladiyah) de la provincia o valiato de Tizi Ouzou en Argelia. En abril de 2008 tenía una población censada de 29 376 habitantes.
Se encuentra ubicado al norte del país, en la región de Cabilia, a poca distancia de la costa del mar Mediterráneo y al este de Argel.